# Фигероа, Мигель
Мигель Фигероа — канадский политический деятель, руководитель (Генеральный секретарь) Коммунистической партии Канады с 1992 по 2016 год (24 года).

## Юность
Фигероа родился в Монреале. Он учился в Колледже Доусона, Макгилла и Конкордия в Монреале, а затем в 1975 году стал членом Национального союза студентов в качестве национального организатора.
Мигель Фигероа вступил в Коммунистическую партию в 1977 году и имел авторитет в партии. В 1978 году он стал организатором отделения партии в Ванкувере, он работал с такими людьми, как Гарри Ранкин и Брюс Йорк, а также с партийными активистами по всему региону. Он также помог организовать демонстрации, в результате которых десятки тысяч людей вышли на улицы, борясь за запрет ядерного оружия.
С 1986 по 1992 год Фигероа был региональным корреспондентом канадской прессы и лидером Атлантического региона партии. Отделение было основано в Галифаксе, но ячейки имелись и в Новой Шотландии, Нью-Брансуике и Ньюфаундленде. В 1991 году Фигероа был исключён (раскол в партии), и он решил вернуться в университет, начал преподавать магистерскую программу в области международных исследований и области развития в Университете Святой Марии, работая в качестве преподавателя-помощника в соседнем университете Далхаузи, В 1992—1993 годах Фигероа возглавлял оргкомитет профсоюза, в котором приняли участие 800 сезонных профессоров и помощников преподавателей в Далхаузи, что в конечном итоге привело к его участию в Канадском союзе государственных служащих. Он также активно участвовал в различных массовых движениях, таких как мир и разоружение, международная солидарность и в организации профсоюзов.
В 2017 году организовал несколько лекционных туров для журналистки Евы Бартлетт, известной своими связями с российским государственным телевидением.

## Лидерство Коммунистической партии Канады
Распад Советского Союза принес раскол в КПК.
Затянувшаяся идеологическая, политическая, организационная и юридическая борьба создала много проблем в рядах партии и парализовала её как независимую, так и единую рабочею партию на протяжении более двух лет. В конечном итоге большинство на заседании Центрального комитета партии и на Центральной 28-й Конвенции проголосовали за отказ от марксизма-ленинизма. Ортодоксальное меньшинство, возглавляемое Элизабет Роули, Мигелем Фигероа и бывшим лидером Уильямом Каштаном, сопротивлялось этим ревизионистским идеям. В августе 1991 года Роули и другие изгнанные члены подали на коммунистическую партию в суд. Внесудебное урегулирование привело к тому, что её руководство отказалось от названия «Коммунистическая партия Канады» и взамен часть партии её покинуло и основало Общество Сесил-Росс, издательский и образовательный фонд, ранее связанный с партией.
В декабре 1992 года была принята конвенция, в которой делегаты заявили о себе как о продолжении коммунистической партии (таким образом, совещание было названо 30-й Конвенцией КПК). Делегаты отвергли изменения, введенные Хьюисом, и подтвердили что КПК марксистско-ленинская организация. Поскольку половина активов старой партии теперь была частью Общества Сесил Росс, возглавляемого Хьюсином, конвенция КПК приняла решение начать новую газету «Народный голос», чтобы заменить канадскую «Tribune» и «Pacific Tribune».
Избранный лидер в декабре 1992 года на 30-й партийной конвенции Мигель Фигероа переизбирался на эту должность до своей добровольной отставки в январе 2016 года по состоянию здоровья. За свой 23-летний срок Фигероа провёл партию через восемь федеральных избирательных кампаний, путешествовал и выступал по всей стране. В рамках нового руководства он работал над тем, чтобы добиться того, чтобы партия не отходила от своей революционной ориентации, а также от своей идеологической идентичности, основанной на марксизме-ленинизме. В частности, Фигероа участвовала в разработке новой политической программы партии, "Будущее Канады — это социализм!, которая началась в середине 1990-х годов и завершилась принятием окончательного варианта на 33-й Центральной конвенции в феврале 2001 года.
Он также помог увеличить консолидацию левых сил и восстановление Коммунистической партии по всей стране — помогал запустить «Народный голос», а позднее «Кларте», и ещё «Искра!», теоретический и дискуссионный журнал КПК. Партия восстановила несколько райкомов и обкомов, в том числе и Квебекское отделении партии — Коммунистическую партию Квебека, а также молодёжную организацию, известную как YCL(ЮКЛ). Партия по-прежнему играет определённую роль во многих трудовых, мирных, экологических, аборигенных, женских, студенческих, иммигрантских и других политических движениях.
Фигероа возглавлял международную комиссию партии и представлял КПК по всему миру, включая Грецию, Португалию, Индию, Китай, Вьетнам, Южную Африку, Кубу, Венесуэлу и Соединённые Штаты. Он регулярно присутствовал на Международной встрече коммунистических и рабочих партий, где от имени партии он выступал за усилия по укреплению сотрудничества, политической сплоченности и единства действий между коммунистическими и рабочими партиями для решения проблем по растущей опасности империализма и насущных проблем мира, солидарности и защиты глобальной окружающей среды.
38-я Центральная конвенция КПК состоялась 21-23 мая 2016 года в Торонто. Конвенция включила дань уважения Мигелю Фигероа за его длительную службу в качестве лидера партии; она также избрала Элизабет Роули новым лидером (и парламентским лидером). Фигероа же был избран в новый ЦК 23-членного комитета.

## Дело «Фигероа против Канады»
В 1993 году не окрепший КПК все ещё оправлялся от кризиса и раскола. У партии теперь было всего несколько сотен членов, и она потеряла ряд активов, включая штаб-квартиру партии на улице Сесил 24 в Торонто. В результате КПК не смогла баллотироваться на федеральные выборы 1993 года, и не набрала необходимое число, которое необходимо для поддержания официального статуса партии из-за недавних изменений в Законе о выборах в Канаде. В результате недавно возобновленная КПК была не зарегистрирована на выборах в Канаде, а оставшиеся партийные активы были захвачены правительством. Последовала длительная судебная «битва», «Фигероа против Канады», в результате чего Верховный суд Канады в 2003 году отменил положение в Законе о выборах, который требовал пятьдесят кандидатов для подтверждения официального статуса партии (число было увеличено в результате парламентского акта за прошедшие годы). Фигероа победил в судебном иске и его партия получила регистрацию и свои активы.